# Fonetogram
Ett fonetogram är ett diagram som visar röstens grundtonsomfång. Mätmetoden används inom logopedisk och foniatrisk forskning och används ibland även kliniskt (i den medicinska vardagen med patienter). På x-axeln återfinns grundtonsfrekvensen (tonhöjden i Hz) och på y-axeln återfinns ljudstyrkan (dB). Registreringen av talet pågår så länge som det behövs för att få fram det fonetogram man är ute efter.

## Anledningar att titta på ett fonetogram
- Undersöka tonhöjdsomfång
- Undersöka styrkeomfång
- Undersöka den del av omfånget som används i spontantal (normalt tal), vid normal eller förhöjd röststyrka (dvs det normala röstläget)
- Hitta avvikande områden där man inte kan fonera (få till röst)
- Undersöka skillnader i omfång och/eller röstläge före resp. efter röstterapi